# Guillaume Maillard
Pour les articles homonymes, voir Maillard.
Guillaume Maillard est un homme politique français né le 22 août 1823 à Brive-la-Gaillarde (Corrèze) et décédé le 19 janvier 1906 à Paris.

## Biographie
Avocat à Paris en 1847, il devient l'un des secrétaires de Ledru-Rollin, en 1848. Opposant au Second Empire, il est plusieurs fois inquiété, notamment après l'attentat d'Orsini. Il plaide dans de nombreux procès politiques, défendant les républicains. En 1871, il est l'avocat de plusieurs communards, devant les conseils de guerre. Conseiller municipal de Paris de 1878 à 1885, il est député de la Seine de 1885 à 1889, siégeant à l'extrême gauche.